# 러셀 윌슨

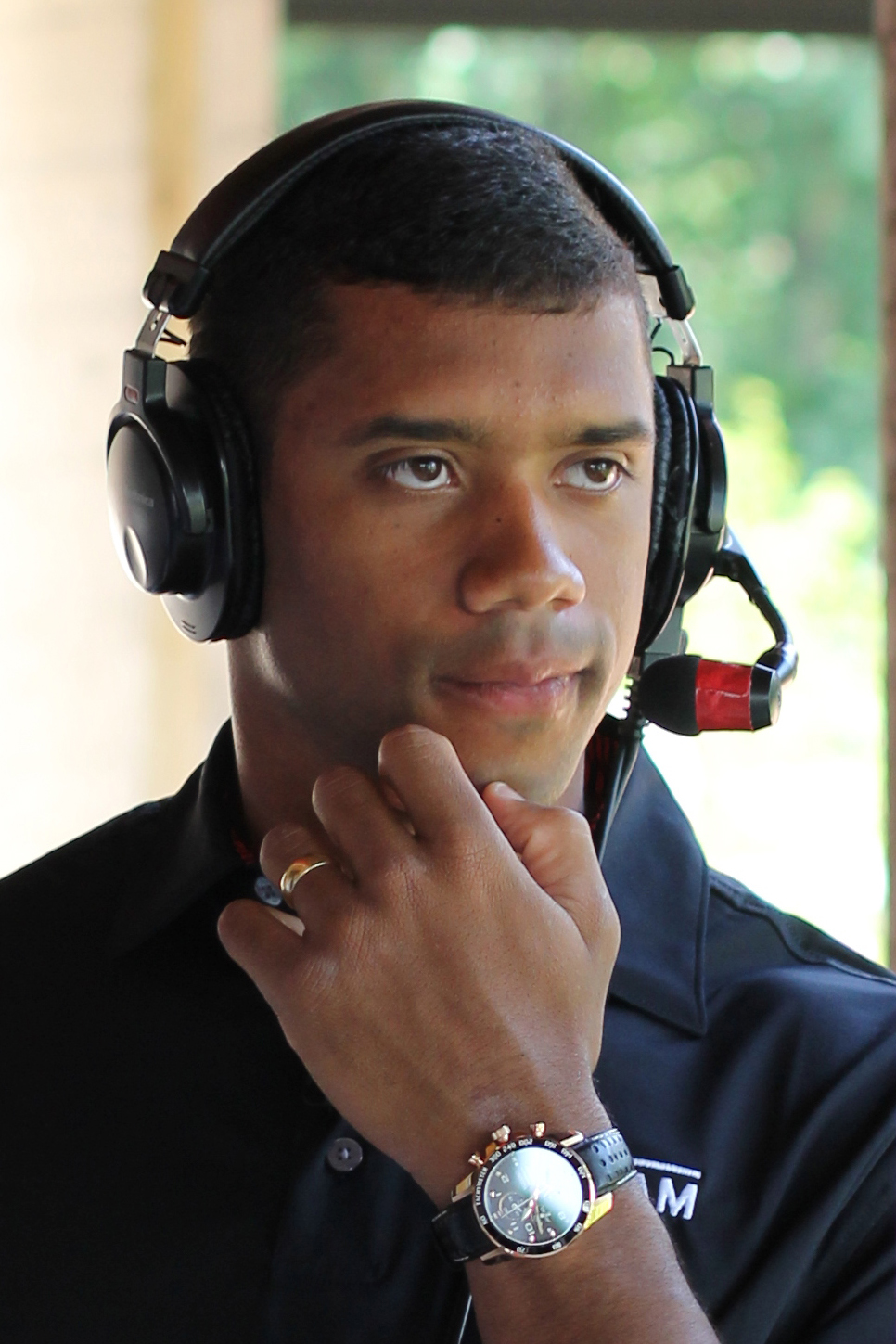
러셀 윌슨

러셀 캐링턴 윌슨(Russell Carrington Wilson, 1988년 11월 29일 ~ )는 미국의 미식축구 선수이다.